# Mango (mode)
Mango is een Spaanse winkelketen met winkels over de hele wereld. Mango verkoopt kleding en accessoires voor vrouwen en mannen tussen de 18 en 35 jaar. De filosofie van Mango luidt: Armonía (harmonie), Humildad (bescheidenheid) en Afecto (affectie).
In 2023 is de omzet boven de drie miljard euro uitgekomen. Hiervan werd een kwart in de thuismarkt Spanje gerealiseerd. De online verkopen maken ongeveer een derde van de totale omzet uit.
Concurrenten van Mango zijn Hennes & Mauritz, Zara en Topshop. Mango probeert zich te onderscheiden met diverse reclamecampagnes. Zo stond lang Kate Moss onder contract bij Mango, tegenwoordig is Miranda Kerr te zien in de campagnes.

## Geschiedenis
In 1984 werd de eerste winkel in Barcelona geopend. Minder dan een jaar later kwamen er nog vijf winkels bij. In 1992 ging Mango naar buurland Portugal. In 2023 zijn er wereldwijd meer dan 2700 winkels. In 1995 ging de website van Mango online.
Ondanks dat Mango zich voornamelijk concentreert op vrouwenmode is er meer diversiteit in het aanbod gekomen. Met de komst van een mannenlijn in 2008 genaamd; H.E. by MANGO. In 2013 kwam daar een kindercollectie bij genaamd; MANGO Kids en aansluitend in 2015 een collectie voor baby's; MANGO Baby. De vrouwencollectie van Mango werd in 2014 uitgebreid met een lijn speciaal voor grote maten; Violeta by MANGO. De meeste vestigingen van Mango zijn gericht op alleen algemene vrouwenmode, toch heeft Mango ook aparte vestigingen geopend van H.E. by Mango en Violeta by Mango.

## Herkomst van de naam
Toen de oprichters, broers Isak en Nahman Andic, zich ongeveer 25 jaar geleden in Thailand bevonden om kleding en stoffen in te slaan proefden ze een mango. Ze hadden een collectie in hun hoofd en de zoete, frisse en exotische mango sloot exact aan op deze collectie. Daarnaast betekent mango overal hetzelfde. Zo is de merknaam geboren.

## Trivia
De oprichter van modeketen Mango is 14 december 2024 omgekomen na een valpartij bij een bergwandeling. De 71-jarige miljardair Isak Andic viel meer dan 100 meter naar beneden bij de Montserratberg bij Barcelona.